# Umittuartiit
Umittuartiit [uˌmitːuɑˈtːiːt] (nach alter Rechtschreibung Umigtuartît; Kitaamiusut Umittuarsuit) ist eine wüst gefallene grönländische Siedlung im Distrikt Ammassalik in der Kommuneqarfik Sermersooq.

## Lage
Umittuartiit liegt in einer kleinen Bucht in einem inselreichen Gebiet am Westufer des Sermilik. Auf der gegenüberliegenden Fjordseite befindet sich zehn Kilometer östlich Tiilerilaaq.

## Geschichte
1940 lebten 31 Personen in Umittuartiit. Die Zahl schwankte in den 1940er Jahren zwischen 12 und 49 Einwohnern. 1951 sind 21 Bewohner des Wohnplatzes belegt, von denen vier unterrichtete Kinder waren. Wenig später wurde der Wohnplatz aufgegeben.